# La Parrilla
Pour les articles homonymes, voir Parrilla.
La Parrilla est une commune de la province de Valladolid dans la communauté autonome de Castille-et-León en Espagne.

## Sites et patrimoine
Les édifices les plus caractéristiques de la commune sont :
- Église Nuestra Señora de los Remedios
- Chapelle San Francisco de San Miguel